# Nicolás Castillo
Nicolás Ignacio Castillo Mora (Santiago, 14 de fevereiro de 1993) é um futebolista chileno que joga como atacante, atualmente está sem clube.

## Carreira
Formado na Universidad Católica, estava no elenco profissional desde 2010.
Em 9 de fevereiro de 2012, Castillo estreou em competições internacionais em partida válida pela Copa Libertadores contra o Bolívar, entrando no segundo tempo.
Fez seu primeiro gol profissional no Campeonato Chileno contra o Rangers em 2 de março de 2012.
Em junho de 2018, foi contratado pelo Sport Lisboa e Benfica de Portugal.
Em janeiro de 2019, Castillo foi contratado pelo América-MEX.
Em 26 de agosto de 2021, foi apresentado oficialmente pelo Juventude onde pouco jogou. 

## Seleção Chilena
Ele foi convocado pelo treinador Mario Salas para representar a Seleção Chilena Sub-20 no Campeonato Sul-Americano Sub-20 de 2013.

## Estatísticas
Até 26 de fevereiro de 2012.

### Clubes
| Clube                | Temporada         | Campeonato nacional | Campeonato nacional | Copa nacional[a] | Copa nacional[a] | Competições continentais[b] | Competições continentais[b] | Outros torneios[c] | Outros torneios[c] | Total | Total |
| Clube                | Temporada         | Jogos               | Gols                | Jogos            | Gols             | Jogos                       | Gols                        | Jogos              | Gols               | Jogos | Gols  |
| -------------------- | ----------------- | ------------------- | ------------------- | ---------------- | ---------------- | --------------------------- | --------------------------- | ------------------ | ------------------ | ----- | ----- |
| Universidad Católica | 2010              | 0                   | 0                   | 1                | 1                | 0                           | 0                           | —                  | —                  | 1     | 1     |
| Universidad Católica | 2011              | 3                   | 0                   | 5                | 2                | 0                           | 0                           | —                  | —                  | 8     | 2     |
| Universidad Católica | 2012              | 21                  | 8                   | 1                | 1                | 2+6                         | 2                           | —                  | —                  | 30    | 11    |
| Universidad Católica | Total             | 24                  | 8                   | 7                | 4                | 8                           | 2                           | —                  | —                  | 39    | 14    |
| Total na carreira    | Total na carreira | 24                  | 8                   | 7                | 4                | 8                           | 2                           | 0                  | 0                  | 39    | 14    |

- a. ^ Jogos da Copa Chile
- b. ^ Jogos da Copa Libertadores e Copa Sul-Americana
- c. ^ Jogos do Jogo amistoso

## Títulos
Universidad Católica
- Copa Chile: 2011
- Campeonato Chileno: 2016-C
- Campeonato Chileno: 2016-A
- Supercopa de Chile: 2016

Seleção Chilena
- Copa América: 2016